# Noise Unit
Noise Unit è un progetto musicale di genere elettro-industrial. È uno dei molti progetti collaterali di Bill Leeb, più conosciuto per il suo lavoro con i Front Line Assembly.

## Storia
Noise Unit apparvero per la prima volta nel 1989 quando Bill Leeb si incontrò con Marc Verhaeghen dei Klinik per pubblicare "Grinding into Emptiness", che fu pubblicato come parte di Wax Trax's industrial domination alla fine degli anni ottanta. Rhys Fulber si unì al gruppo nel 1990 e il trio pubblicò Response Frequency.
Quando i Klinik incominciarono ad attraversare vari cambiamenti, Marc Verhaeghen lasciò Noise Unit che rimase come progetto di Leeb e Fulber, che fecero di Noise Unit una delle quattro band composte da questi musicisti; le altre sono Front Line Assembly, Delerium, e Intermix). La prima pubblicazione del duo uscì nel 1992 e si intitolò Strategy of Violence, che uscì in Germania per la Dossier Records.
Fino a quel punto il sound di Noise Unit rassomigliava a quello di Front Line Assembly: arido, caustico, elettronica potenziata da un cadenzato ritmo dance. 
Con il quarto album del gruppo avvenne un significativo cambio di stile.
Decoder fu pubblicato per Dossier nel 1995 e in Nord America da Cleopatra Records nel 1996. Questo disco era molto energetico e pieno di energia tratta dal movimento trance, con influenze provenienti dai Tangerine Dream e Klaus Schulze, sebbene manteneva l'aggressività che continua a definire il movimento industrial.
Per il 1997 Noise Unit pubblica il quinto lavoro Drill e segna la prima volta dal 1990 che Marc Verhaeghen ha lavorato con la band, e si sente l'input del membro dei Haujobb. Drill è stato il primo lavoro di Noise Unit pubblicato da Metropolis Records.
Durante gli ultimi 8 anni, i membri di Noise Unit sono stati piuttosto indaffarati a lavorare su altri progetti. Alla fine del 2004, Bill Leeb si incontrò con Chris Peterson (altro membro di Front Line Assembly e Decree) per rivitalizzare il progetto Noise Unit. Il loro sforzo fu appagato e un nuovo album venne pubblicato nel 2005. Il titolo "Voyeur", fa immaginare spaziose armonie seguite da voci sussurrate, electronic noises e mutilazioni, linee bass-lines che arrangiano dal drum n' bass vibe fino ad un aggressivo assalto industrial.

## Formazione
- Bill Leeb
- Marc Verhaeghen
- Rhys Fulber
- Chris Peterson

## Discografia

### Album
- 1989 – Grinding Into Emptiness
- 1990 – Response Frequency
- 1992 – Strategy of Violence
- 1995 – Decoder
- 1996 – Drill
- 2005 – Voyeur

### Singoli
- 1989 – Deceit/Struktur
- 1990 – Agitate/In Vain